# Jingle Jangle : Un Noël enchanté
Pour plus de détails, voir Fiche technique et Distribution.
Jingle Jangle : Un Noël enchanté (Jingle Jangle: A Christmas Journey) est un film de Noël américain réalisé par David E. Talbert, sorti en 2020.

## Synopsis
Jeronicus Jangle, un grand inventeur de jouets, met tout en œuvre pour terminer sa dernière création avant que sa petite-fille, Journey, ne le rejoigne pour les vacances de Noël.

## Fiche technique
- Titre : Jingle Jangle : Un Noël enchanté
- Titre original : Jingle Jangle: A Christmas Journey
- Réalisation : David E. Talbert
- Scénario : David E. Talbert
- Musique : John Debney
- Photographie : Remi Adefarasin
- Montage : Joe Galdo, Virginia Katz et Michael Tronick
- Production : Kristin Burr, Mike Jackson, John Legend, David McIlvain, Lyn Sisson-Talbert et David E. Talbert
- Société de production : Golden Girl, Get Lifted Film Company et Brillstein Entertainment Partners
- Pays :  États-Unis
- Genre : aventure, fantastique et film musical
- Durée : 122 minutes
- Dates de sortie : 
  - Netflix : 13 novembre 2020

## Distribution
- Forest Whitaker (VF : Rody Benghezala (dialogues) et Gérard Paul-Joseph (chant)) : Jeronicus Jangle
  - Justin Cornwell (VF : Baptiste Marc (dialogues) et Christian Doualla-Etingué (chant)) : Jeronicus jeune
- Keegan-Michael Key (VF : Jean-Michel Vaubien (dialogues) et Flo Malley (chant)) : Gustafson
  - Miles Barrow (VF : Geoffrey Loval) : Gustafson jeune
- Hugh Bonneville (VF : Patrick Bonnel) : M. Delacroix
- Anika Noni Rose (VF : Fily Keita (dialogues) et Cylia Assohou (chant)) : Jessica Jangle
  - Diaana Babnicova (VF : Hannah Vaubien) : Jessica jeune
- Madalen Mills (VF : Sasha Cortella (dialogues) et Nubie Doualle-Etingué (chant)) : Journey Jangle
- Phylicia Rashād (VF : Maïk Darah) : la grand-mère de Journey
- Ricky Martin (VF : David Bàn (dialogues) et Laurent Bàn (chant)) : Don Juan Diego
- Sharon Rose (VF : Aurélie Konaté (dialogues) et Leslie Bahanzin (chant)) : Joanne
- Lisa Davina Phillip (VF : Déborah Claude (dialogues) et Judith Flessel Toto (chant)) : Mlle. Johnston
- Kieron L. Dyer (VF : Soren Chouillet) : Edison

## Accueil
Le film a reçu un accueil favorable de la critique. Il obtient un score moyen de 69 % sur Metacritic.